# Ware für Katalonien
Ware für Katalonien (traduïble com a "Béns per a Catalunya") és una pel·lícula en blanc i negre de la República Democràtica Alemanya, dirigida per Richard Groschopp i estrenada l'any 1959.

## Argument
El 1959, la Policia Popular Alemanya (Deutsche Volkspolizei) s'adona d'un fet estrany: la demanda local d'instruments òptics augmenta mentre que les comandes de l'estranger disminueixen bruscament. Diversos detectius posen en marxa una investigació, revelant que un criminal de l'Alemanya Occidental, anomenat Hasso Teschendorf, ha estat falsificant documents i utilitzant-los per a obtenir il·legalment les mercaderies, que va venent a l'exèrcit espanyol i als clients de Barcelona. Després d'una llarga caça, el contrabandista és arrestat just abans que aconsegueixi fugir cap a Berlín Occidental.

## Repartiment
- Wilfried Ortmann com a Hasso Teschendorf
- Fritz Diez com a capità Gerner
- Werner Dissel com a porter
- Peter Sturm com a senyor Dupont
- Gerd Michael Henneberg com a empresari
- Manfred Krug com a contrabandista
- Eva-Maria Hagen com a Marion Stöckel
- Hanna Rimkus com a Sabine Falk
- Hartmut Reck com a Schellenberg
- Heinz-Dieter Knaup com a Hasselbach
- Ivan Malré com a Bob Georgi
- Carola Braunbock com a Charlotte Gansauge
- Dom de Beern com a inspector
- Albert Garbe com a Bachmann
- Herbert Grünbaum com a Rösli
- Hubert Hoelzke com a client
- Walter Jupé com a Erwin

## Producció
El 1957, el criminal germanooccidental Hasso Schützendorf va organitzar un complex frau: els seus socis, utilitzant documents falsificats, van aconseguir prendre possessió de tot el material d'instruments òptics produïts per la fàbrica Zeiss de Jena, Alemanya Oriental, i els va vendre a clients de Barcelona. Schützendorf va aconseguir escapar de la justícia, instal·lant-se a Mallorca, on va viure com a home ric fins a la seva mort el 2003. La pel·lícula es basa en aquest incident tot i que, a la pel·lícula, el vilà Teschendorf acaba sent detingut per les autoritats de la República Democràtica Alemanya.

## Recepció
El director Richard Groschopp va ser guardonat amb el Premi d'Art de la República Democràtica Alemanya el 1959 pel seu treball a la pel·lícula. Més tard va rebre una carta de Schützendorf, que li va escriure «Benvolgut Groschopp, si us plau, sigui més realista la propera vegada... Arrestar-me just abans d'arribar a la porta de Brandenburg? Qui t'ha volgut enganyar?».
El lexicó de la pel·lícula alemanya la va descriure com «una pel·lícula de crim ben feta, amb una actuació notòria».